# Doyenné de Caen
 (décembre 2024).
Le doyenné de Caen est une ancienne division de l'ancien diocèse de Bayeux. Elle a été remplacée dans la deuxième partie du XXe siècle et jusqu'en 2014 par le doyenné de l'agglomération caennaise, circonscription du diocèse de Bayeux et Lisieux.

## Limites

### Avant la Révolution
Ce doyenné était une circonscription de l'archidiaconé de Caen. Il correspond à une partie de la ville ancienne de Caen et à ses alentours immédiats. Cette circonscription était limitée au sud par l'Orne. La paroisse de Vaucelles, siège du doyenné de Vaucelles, faisait partie de l'archidiaconé d'Hiémois. En 1718, la paroisse de Sainte-Paix, anciennement sur la commune de Mondeville, est intégrée à Caen ; toutefois, cette paroisse est restée dépendante du doyenné de Troarn. La paroisse de Venoix faisait partie du doyenné de Maltot
Le doyenné de Caen, comme ceux de Cinglais, de Condé, de Douvres, d'Évrecy, de Maltot, de Troarn et de Vaucelles, était du ressort de l'officialité de Caen.

### Aujourd'hui
Aujourd'hui, la ville de Caen est divisée en sept paroisses qui forme, avec la paroisse Bienheureux Marcel Callo du Plateau, le doyenné de l'agglomération caennaise. S'étendant de part et d'autre de l'Orne, il correspond à une partie de la communauté urbaine Caen la Mer auquel faut rajouter les communes d'Hérouvillette et Ranville.

## Paroisses

### Avant la Révolution
- Paroisse Notre-Dame
- Paroisse Saint-Étienne
- Paroisse Saint-Pierre
- Paroisse Saint-Sauveur
- Paroisse Saint-Martin
- Paroisse Saint-Nicolas
- Paroisse Saint-Ouen
- Paroisse Saint-Gilles

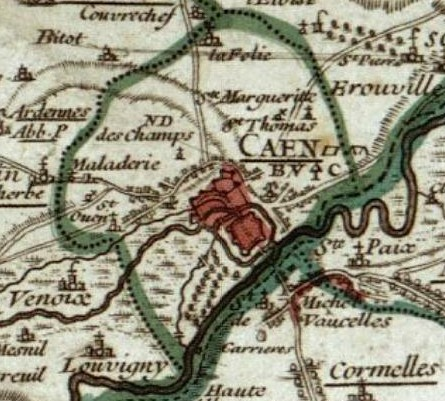
Plan du doyenné de Caen (XVIIIe siècle)

- Paroisse Saint-Georges (château de Caen)
- Paroisse Saint-Jean
- Paroisse Saint-Julien

### Aujourd'hui
- Paroisse Sainte-Trinité de Caen
  - Église Saint-Pierre
  - Église Saint-Gilles, ancienne église abbatiale de la Trinité (abbaye aux Dames)
  - Église Saint-Sauveur
  - Église Notre-Dame
  - Église Saint-Jean
  - Église Saint-Michel
- Paroisse Saint-François-de-Sales de Caen
  - Église Saint-Étienne, ancienne église abbatiale de l'abbaye aux Hommes
  - Église Saint-Ouen
- Paroisse Saint-Norbert de Beaulieu
  - Église Saint-Joseph du Chemin Vert
  - Église Saint-Paul de la Maladrerie
  - Église de Saint-Germain-la-Blanche-Herbe
- Paroisse Saint-Jean-Bosco des Cités
  - Église Notre-Dame-de la-Grâce-de-Dieu
  - Église du Sacré-Cœur de la Guérinière
  - Église Sainte-Thérèse
  - Église Notre-Dame-de-Basse-Allemagne
  - Église Saint-André-d'Ifs
  - Église Saint-Martin-de-Cormelles-le-Royal
- Paroisse Saint-François des Odons
  - Église Saint-Gerbold de Venoix
  - Église Notre-Dame-de-Bonsecours-de-Bretteville
  - Église Saint-Vigor-de-Louvigny
- Paroisse Saint-Thomas de l'Université
  - Église Saint-Julien
  - Église Sainte-Claire de la Folie Couvrechef
  - Église Saint-André du Calvaire Saint-Pierre
  - Église Saint-Ursin-d'Épron
- Paroisse Sainte-Marie des Portes de la Mer
  - Église Saint-Bernard de la Pierre Heuzé
  - Église Saint-Jean-Eudes
  - Église Saint-Clair-d'Hérouville
  - Église Saint-François-d'Hérouville
  - Le Petit Lourdes
  - Église Saint-Gerbold-de-Blainville
- Paroisse Bienheureux Marcel Callo du Plateau
  - Église Sainte-Marie-Madeleine-Postel de Mondeville
  - Église Notre-Dame des Travailleurs
  - Église Saint-Martin de Giberville
  - Église de Démouville
  - Église Notre-Dame de Cuverville
  - Église Saint-Pierre-et-Saint-Paul de Colombelles
  - Église d'Hérouvillette
  - Église de Ranville